# Pelsin
Pelsin – dzielnica miasta Anklam w Niemczech, w kraju związkowym Meklemburgia-Pomorze Przednie, w powiecie Vorpommern-Greifswald.
Do 31 grudnia 2009 samodzielna gmina.